# Ottomar Hansen
Karl Ottomar Hansen (* 1. September 1904 in Meiningen; † 9. März 1993 in Bergisch Gladbach) war ein deutscher Offizier, zuletzt Generalmajor der Bundeswehr.

## Familie
Hansen wurde 1904 als Sohn des Sekondeleutnants Karl Hansen, nachmaliger Generalleutnant der Wehrmacht, und seiner Frau Elisabeth Hansen, geb. Brückner – eine Cousine zweiten Grades von Dietrich Bonhoeffer – im Herzogtum Sachsen-Meiningen geboren.
Er war verheiratet; sein Sohn ist der Bundeswehrgeneral a. D. Helge Hansen (* 1936), der u. a. Inspekteur des Heeres war.

## Werdegang

### Reichswehr
Beförderungen
- 1930 Leutnant
- 1933 Oberleutnant

Hansen trat am 15. Oktober 1925 als Fahnenjunker in das 2. (Preußisches) Infanterie-Regiment in Allenstein (Ostpreußen) ein. Während seiner Kommandierung vom 17. Oktober 1927 bis 20. September 1929 an die Kriegsschule Dresden wurde er zunächst zum Fähnrich ernannt sowie zum Oberfähnrich befördert.
Zeitgleich mit der Beförderung zum Leutnant am 1. Februar 1930 wurde Hansen Zugführer in seinem Regiment. Von Februar bis Ende April 1932 absolvierte er einen Minenwerfer-Lehrgang in Döberitz, wurde als Oberleutnant ab 1. April 1934 für ein Jahr als Adjutant des Kommandeurs (zunächst Generalmajor Walter Schroth, später Oberst Hans-Valentin Hube) an der Infanterieschule der Reichswehr in Dresden verwendet. 

### Wehrmacht
Beförderungen
- 1937 Hauptmann
- 1941 Major
- 1942 Oberstleutnant
- 1944 Oberst
- 1945 Generalmajor

Anschließend hatte er die gleiche Stellung bis 30. September 1936 an der Kriegsschule Hannover (unter Generalmajor Georg Lindemann) sowie bis 11. Oktober 1937 an der Kriegsschule Dresden inne. Als Hauptmann kehrte Hansen am 12. Oktober 1937 in den Truppendienst zurück und wurde Chef der 8. Kompanie des Infanterieregiments 15 (mot.) in Kassel. Im April 1939 wurde er Adjutant beim Chef des Oberkommandos der Wehrmacht (OKW), Generaloberst Wilhelm Keitel, in Berlin. Im Mai 1940 erfolgte die Versetzung in die Führerreserve im Oberkommando des Heeres (OKH). Von Mai bis August 1940 war er Kommandeur des Maschinengewehr-Bataillons 7 (mot.). Von August 1940 bis Januar 1941 war er Kommandeur des Kradschützenbataillons 64.
Von Januar 1941 bis März 1943 wurde er im Heerespersonalamt u. a. als Abteilungschef verwendet. 1943/44 war er Kommandeur des Panzergrenadierregiments 103 und einer Kampftruppe der 14. Panzerdivision. Von Februar 1944 bis April 1945 war er Adjutant des Oberbefehlshabers der Heeresgruppe Nord (ab 1945 Heeresgruppe Kurland). Von April bis Mai 1945 war er zuletzt mit der Führung der 121. Infanterie-Division beauftragt.
Mit der bedingungslosen Kapitulation der Wehrmacht geriet Hansen am 8. Mai 1945 in sowjetische Kriegsgefangenschaft, aus der er nach über zehn Jahren am 11. Oktober 1955 entlassen wurde.

### Bundeswehr
Beförderungen
- 1956 Brigadegeneral
- 1960 Generalmajor

Er trat dann am 23. November 1956 als Generalmajor der Bundeswehr bei und wurde Kommandeur der Heeresoffizierschule II in Husum. Nach einem Jahr stieg er als stellvertretender Chef der Abteilung Personal (ehem. Abteilung III) im Bundesministerium für Verteidigung auf. Vom 16. Februar 1960 bis 30. September 1961 war Hansen Kommandeur der 2. Panzergrenadierdivision in Marburg und diente im Anschluss daran bis zu seiner Verabschiedung am 30. September 1964 als Befehlshaber im Wehrbereich IV in Mainz.

## Auszeichnungen
- Eisernes Kreuz (1939) II. und I. Klasse
- Deutsches Kreuz in Gold am 23. Januar 1944
- Großes Verdienstkreuz des Verdienstordens der Bundesrepublik Deutschland am 21. September 1964